# Le Mesnil-Esnard

Le Mesnil-Esnard este o comună în departamentul Seine-Maritime, Franța. În 1 ianuarie 2022 avea o populație de 7.998 de locuitori.